# Robert F. Simon
Pour les articles homonymes, voir Simon.
Robert Frank Simon est un acteur américain de cinéma et de télévision.

## Biographie
Il naît le 2 décembre 1908 à Mansfield, Ohio, où il devient le meilleur basketteur de son lycée dans les années 1920. Il veut devenir VRP et, pour acquérir plus d'assurance dans son métier et vaincre sa timidité, il s'inscrit dans un cours de théâtre. C'est la révélation. Il a joué au théâtre, au cinéma dans plus de 50 films, et dans des séries télévisées.
Il meurt d'une crise cardiaque à Tarzana (Californie), le 29 novembre 1992, trois jours avant son 84e anniversaire. Il est enterré au cimetière de Oakwood Memorial Park à Chatsworth, en Californie.

## Filmographie partielle

### Cinéma
- 1951 : La Nouvelle Aurore (Bright Victory), de Mark Robson : le psychiatre
- 1954 : Sur la trace du crime (Rogue Cop) : Ackerman
- 1955 : Le Grand chef : Jeff Mantz
- 1955 : La Muraille d'or (Foxfire) : Ernest Tyson
- 1955 : Sept Hommes en colère (Seven Angry Men)
- 1956 : Le Supplice des aveux (The Rack) d'Arnold Laven
- 1956 : Derrière le miroir (Bigger Than Life) : le docteur Norton
- 1956 : La VRP de choc (The First Traveling Saleslady) de Arthur Lubin
- 1956 : Ne dites jamais adieu (Never Say Goodbye) : Dr Kenneth Evans
- 1957 : L'Homme qui tua la peur (Edge of the city) : George Nordmann, le père d'Axel
- 1959 : Opération Jupons : Capitaine J.B. Henderson
- 1960 : Voulez-vous pêcher avec moi ? (The Facts of Life) de Melvin Frank : Employé de motel
- 1960 : The Wizard of Baghdad de George Sherman : Shamadin
- 1960 : La Mafia (Pay or Die) de Richard Wilson : le préfet de police
- 1961 : L'Homme qui tua Liberty Valance : Handt Strong
- 1961 : Le troisième homme était une femme (Ada) : Warren Hatfield
- 1962 : L'Homme de Bornéo (The Spiral Road) : Dr Martens
- 1963 : Le Combat du Capitaine Newman : le lieutenant-Colonel Larrabee
- 1963 : La Fille à la casquette (A New Kind of Love) : Bertram Chalmers
- 1967 : The Reluctant Astronaut : Cervantes

### Télévision
- 1956 : Crusader
- 1959 : Les Incorruptibles : saison 1, épisode 13 (L'Antre du crime)
- 1963 : La Quatrième Dimension : saison 4, épisode 10 (No Time Like the Past) : Harvey
- 1964-1971 : Ma sorcière bien-aimée : Franck Stephens (9 épisodes)
- 1966 : Le Virginien  : saison 4, épisode 17 (Mens with guns) : Eric Larsen
- 1968 : Le Virginien  : saison 7, épisode 9 (The storm gate) : Sam Burmeister
- 1972-1976 : Les Rues de San Francisco : Capitaine Rudy Olsen (6 épisodes)
- 1973 : M.A.S.H. : Général Maynard M. Mitchell (3 épisodes)
- 1974 : L'Homme qui valait trois milliards : le shérif (1 épisode)